# Rodalbe
Ne doit pas être confondu avec Rodalben.
Rodalbe est une commune française située dans le département de la Moselle, en région Grand Est. Elle est membre de la communauté de communes du Saulnois.

## Géographie
Rodalbe est un village situé à 22 km au sud-ouest de Saint-Avold, la plus grande ville des environs.

### Communes limitrophes
| Racrange  | Bermering | Virming    |
| Conthil   | Rodalbe   | Bénestroff |
| Zarbeling |           | Lidrezing  |

### Écarts et lieux-dits
Allewald ; Feriendal ; Sainte-Suzanne

### Hydrographie
La commune est située dans le bassin versant du Rhin au sein du bassin Rhin-Meuse. Elle est drainée par l'Albe et le ruisseau des Etangs Benestroff.
L'Albe, d'une longueur totale de 33,3 km, prend sa source dans la commune  et se jette  dans la Sarre à Sarralbe, après avoir traversé douze communes.

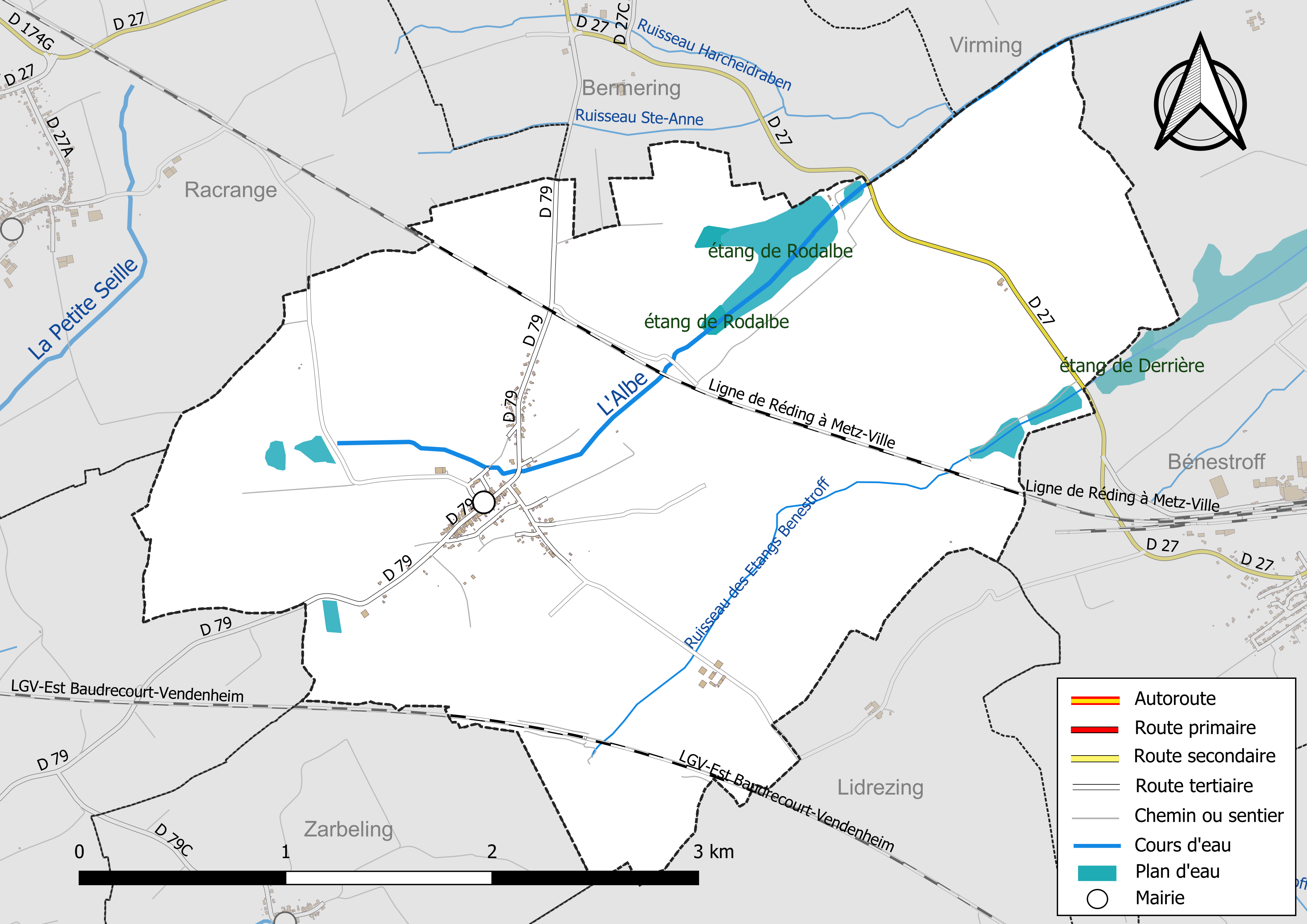
Réseaux hydrographique et routier de Rodalbe.

La qualité des eaux des principaux cours d’eau de la commune, notamment de l'Albe, peut être consultée sur un site spécial géré par les agences de l’eau et l’Agence française pour la biodiversité.

### Climat
Pour des articles plus généraux, voir Climat du Grand Est et Climat de la Moselle.
En 2010, le climat de la commune est de type climat des marges montargnardes, selon une étude du Centre national de la recherche scientifique s'appuyant sur une série de données couvrant la période 1971-2000. En 2020, Météo-France publie une typologie des climats de la France métropolitaine dans laquelle la commune est exposée à un climat semi-continental et est dans la région climatique  Lorraine, plateau de Langres, Morvan, caractérisée par un hiver rude (1,5 °C), des vents modérés et des brouillards fréquents en automne et hiver. 
Pour la période 1971-2000, la température annuelle moyenne est de 9,9 °C, avec une amplitude thermique annuelle de 17 °C. Le cumul annuel moyen de précipitations est de 794 mm, avec 11,7 jours de précipitations en janvier et 9,5 jours en juillet. Pour la période 1991-2020, la température moyenne annuelle observée sur la station météorologique installée sur la commune est de 10,6 °C et le cumul annuel moyen de précipitations est de 737,2 mm. 
La température maximale relevée sur cette station est de 38,7 °C, atteinte le 24 juillet 2019 ; la température minimale est de −18,1 °C, atteinte le 26 décembre 2010,,. 
| Mois                                  | jan.           | fév.           | mars          | avril         | mai           | juin          | jui.          | août          | sep.          | oct.          | nov.          | déc.           | année      |
| ------------------------------------- | -------------- | -------------- | ------------- | ------------- | ------------- | ------------- | ------------- | ------------- | ------------- | ------------- | ------------- | -------------- | ---------- |
| Température minimale moyenne (°C)     | −0,4           | −0,2           | 1,5           | 4,4           | 8             | 11,4          | 13,4          | 13            | 9,7           | 6,9           | 3,4           | 0,7            | 6          |
| Température moyenne (°C)              | 2,1            | 3              | 6,1           | 10,3          | 13,7          | 17,5          | 19,7          | 18,8          | 15,3          | 11,1          | 6,3           | 3,1            | 10,6       |
| Température maximale moyenne (°C)     | 4,7            | 6,3            | 10,7          | 16,2          | 19,4          | 23,6          | 26,1          | 24,7          | 20,9          | 15,3          | 9,1           | 5,6            | 15,2       |
| Record de froid (°C) date du record   | −13,8 16.01.21 | −16,1 07.02.12 | −9 15.03.13   | −5,5 06.04.21 | −1,4 05.05.19 | 2,1 08.06.05  | 4,8 31.07.15  | 4 26.08.18    | 0,3 20.09.12  | −6,5 29.10.12 | −8,1 30.11.10 | −18,1 26.12.10 | −18,1 2010 |
| Record de chaleur (°C) date du record | 15 01.01.23    | 20,8 27.02.19  | 25,1 31.03.21 | 27,5 21.04.18 | 32,1 28.05.17 | 35,6 26.06.19 | 38,7 24.07.19 | 37,8 07.08.15 | 33,2 15.09.20 | 27,7 02.10.23 | 21,3 02.11.20 | 16,4 17.12.19  | 38,7 2019  |
| Précipitations (mm)                   | 56,7           | 59,5           | 54,7          | 40,4          | 67,2          | 62,6          | 58,4          | 72,8          | 60,2          | 60,4          | 66,7          | 77,6           | 737,2      |

| Diagramme climatique                                  |             |             |             |           |              |              |            |             |             |            |            |
| J                                                     | F           | M           | A           | M         | J            | J            | A          | S           | O           | N          | D          |
| 4,7−0,456,7                                           | 6,3−0,259,5 | 10,71,554,7 | 16,24,440,4 | 19,4867,2 | 23,611,462,6 | 26,113,458,4 | 24,71372,8 | 20,99,760,2 | 15,36,960,4 | 9,13,466,7 | 5,60,777,6 |
| Moyennes : • Temp. maxi et mini °C • Précipitation mm |             |             |             |           |              |              |            |             |             |            |            |

Les paramètres climatiques de la commune ont été estimés pour le milieu du siècle (2041-2070) selon différents scénarios d'émission de gaz à effet de serre à partir des nouvelles projections climatiques de référence DRIAS-2020. Ils sont consultables sur un site spécial publié par Météo-France en novembre 2022.

## Urbanisme

### Typologie
Au 1er janvier 2024, Rodalbe est catégorisée commune rurale à habitat dispersé, selon la nouvelle grille communale de densité à sept niveaux définie par l'Insee en 2022.
Elle est située hors unité urbaine. Par ailleurs la commune fait partie de l'aire d'attraction de Morhange, dont elle est une commune de la couronne,. Cette aire, qui regroupe 22 communes, est catégorisée dans les aires de moins de 50 000 habitants,.

### Occupation des sols
L'occupation des sols de la commune, telle qu'elle ressort de la base de données européenne d’occupation biophysique des sols Corine Land Cover (CLC), est marquée par l'importance des territoires agricoles (58,2 % en 2018), une proportion sensiblement équivalente à celle de 1990 (58,1 %). La répartition détaillée en 2018 est la suivante :
forêts (35,4 %), terres arables (29,6 %), prairies (23,5 %), zones agricoles hétérogènes (5,1 %), zones urbanisées (3,9 %), eaux continentales (2,5 %). L'évolution de l’occupation des sols de la commune et de ses infrastructures peut être observée sur les différentes représentations cartographiques du territoire : la carte de Cassini (XVIIIe siècle), la carte d'état-major (1820-1866) et les cartes ou photos aériennes de l'IGN pour la période actuelle (1950 à aujourd'hui).

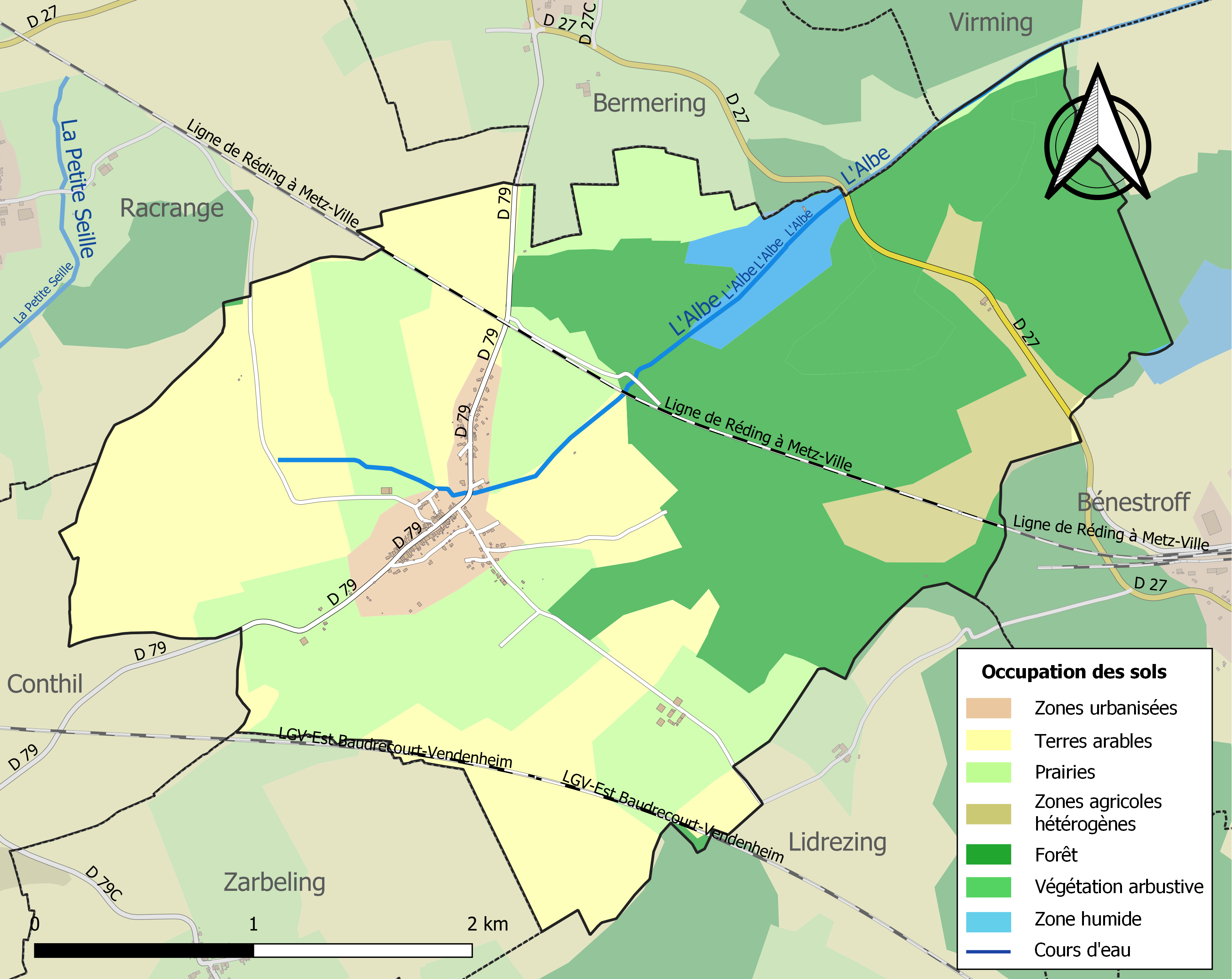
Carte des infrastructures et de l'occupation des sols de la commune en 2018 (CLC).

## Toponymie
Rottalben (1525), Rodalben (1594), Rodlabe ou Rodalbe (1719), Rodalbe (1793), Rodalben (1801: Bull. des Lois), Rodalben (1871-1918).
Source de l'Albe et de la Rode, Rodalbe est la contraction des deux ruisseaux et rivières qui la traverse.

## Histoire
- Ancienne province de Lorraine, seigneurie de Morhange.

### Une équipe de femmes charitables au service des blessés
Au moment de la bataille de Morhange, l'activité pastorale de tous les curés des paroisses concernées par les combats, va aller bien au-delà de leur sacerdoce. L'abbé Schowing, curé de Rodalbe, aux confins du Saulnois et du pays Albenois, rédige une chronique dans laquelle il note qu'au cours de ces trois jours que durent les combats, le service sanitaire allemand est débordé. S’exposant au danger et risquant sa vie, il constitue avec ses paroissiennes une équipe de bénévoles pour s'occuper des blessés.
« Le 18 août, le Kronprinz Rupprecht de Bavière est venu à Rodalbe passer une inspection des troupes qui vont devoir livrer bataille dans le secteur de Morhange.
Le 19, C'est dans l'après-midi que commence la bataille sur le plateau de Lidrezing entre la ferme du Haut de Kœking et le Bois Renardvignes.
Des avions français survolent le village. Les cloches sonnent pour la dernière fois pour la messe. Fort tonnerre de canons. Des troupes de toutes sortes traversent le village en direction de la frontière. On s'attend à une bataille sur la commune de Rodalbe. Les Français ne doivent plus être très loin. Des chariots garnis de paille quittent le village pour se rendre sur le champ de bataille, en vue de ramasser les blessés. La bataille fait rage près de Lidrezing, ainsi qu'entre Baronville et Destry. Vers 3 h, des médecins débarquent à Rodalbe. Le presbytère, l'école et l'église ont été aménagés en salles d'opérations, en salles de pansements ou en infirmerie. Des braves gens amènent des matelas et des draps. Même les plus pauvres ne restent pas à l'écart. Le drapeau blanc à croix rouge flottait sur le presbytère, sur l’école et sur l’église. Vers 5 h, arrivèrent les voitures de blessés, l'une derrière l'autre. Comme tous ces braves combattants sont arrangés Quel spectacle épouvantable. Partout des blessés : dans l’église, la salle de classe, le presbytère, la mairie, le cimetière autour de l’église, les rues près de l’école. Et sans cesse d'autres arrivent. Les femmes et les jeunes filles, avec le curé en tête, s'occupent charitablement des blessés et leur apportent du lait, du miel, du sirop, des œufs, du café, du pain, etc., bref, tout ce que leur inspire l'amour du prochain. Les pauvres blessés, amis ou ennemis, sont touchés par les bons soins que les gens leur prodiguent. Vraiment la population a fait preuve d'un grand dévouement, car plus de 600 blessés ont été soignés par elle. Vers 7 h du soir arrive un transport de prisonniers français. Durant toute la nuit une confusion totale règne dans le village. »

## Politique et administration

### Liste des maires
| Période                                  | Période   | Identité        | Étiquette     | Qualité     |
| ---------------------------------------- | --------- | --------------- | ------------- | ----------- |
| Les données manquantes sont à compléter. |           |                 |               |             |
| mars 1995                                | mars 2001 | Gérard Streiff  | divers droite | Agriculteur |
| mars 2001                                | 2004      | Fernand Hoffert | divers droite | Ingénieur   |
| 2004                                     | En cours  | Roland Discher  | divers droite | Assureur    |

### Jumelages
- Condat-sur-Vézère (Dordogne) (France)

## Démographie
L'évolution du nombre d'habitants est connue à travers les recensements de la population effectués dans la commune depuis 1793. Pour les communes de moins de 10 000 habitants, une enquête de recensement portant sur toute la population est réalisée tous les cinq ans, les populations de référence des années intermédiaires étant quant à elles estimées par interpolation ou extrapolation. Pour la commune, le premier recensement exhaustif entrant dans le cadre du nouveau dispositif a été réalisé en 2006.

En 2022, la commune comptait 246 habitants, en stagnation par rapport à 2016 (Moselle : +0,52 %, France hors Mayotte : +2,11 %).
| 1793 | 1800 | 1806 | 1821 | 1831 | 1836 | 1841 | 1846 | 1851 |
| ---- | ---- | ---- | ---- | ---- | ---- | ---- | ---- | ---- |
| 280  | 362  | 365  | 427  | 458  | 396  | 361  | 411  | 430  |

| 1856 | 1861 | 1871 | 1875 | 1880 | 1885 | 1890 | 1895 | 1900 |
| ---- | ---- | ---- | ---- | ---- | ---- | ---- | ---- | ---- |
| 389  | 397  | 365  | 358  | 466  | 386  | 348  | 356  | 351  |

| 1905 | 1910 | 1921 | 1926 | 1931 | 1936 | 1946 | 1954 | 1962 |
| ---- | ---- | ---- | ---- | ---- | ---- | ---- | ---- | ---- |
| 333  | 323  | 304  | 296  | 280  | 273  | 238  | 200  | 196  |

| 1968 | 1975 | 1982 | 1990 | 1999 | 2006 | 2011 | 2016 | 2021 |
| ---- | ---- | ---- | ---- | ---- | ---- | ---- | ---- | ---- |
| 201  | 168  | 196  | 182  | 181  | 190  | 214  | 246  | 247  |

| 2022 | - | - | - | - | - | - | - | - |
| ---- | - | - | - | - | - | - | - | - |
| 246  | - | - | - | - | - | - | - | - |

## Culture locale et patrimoine

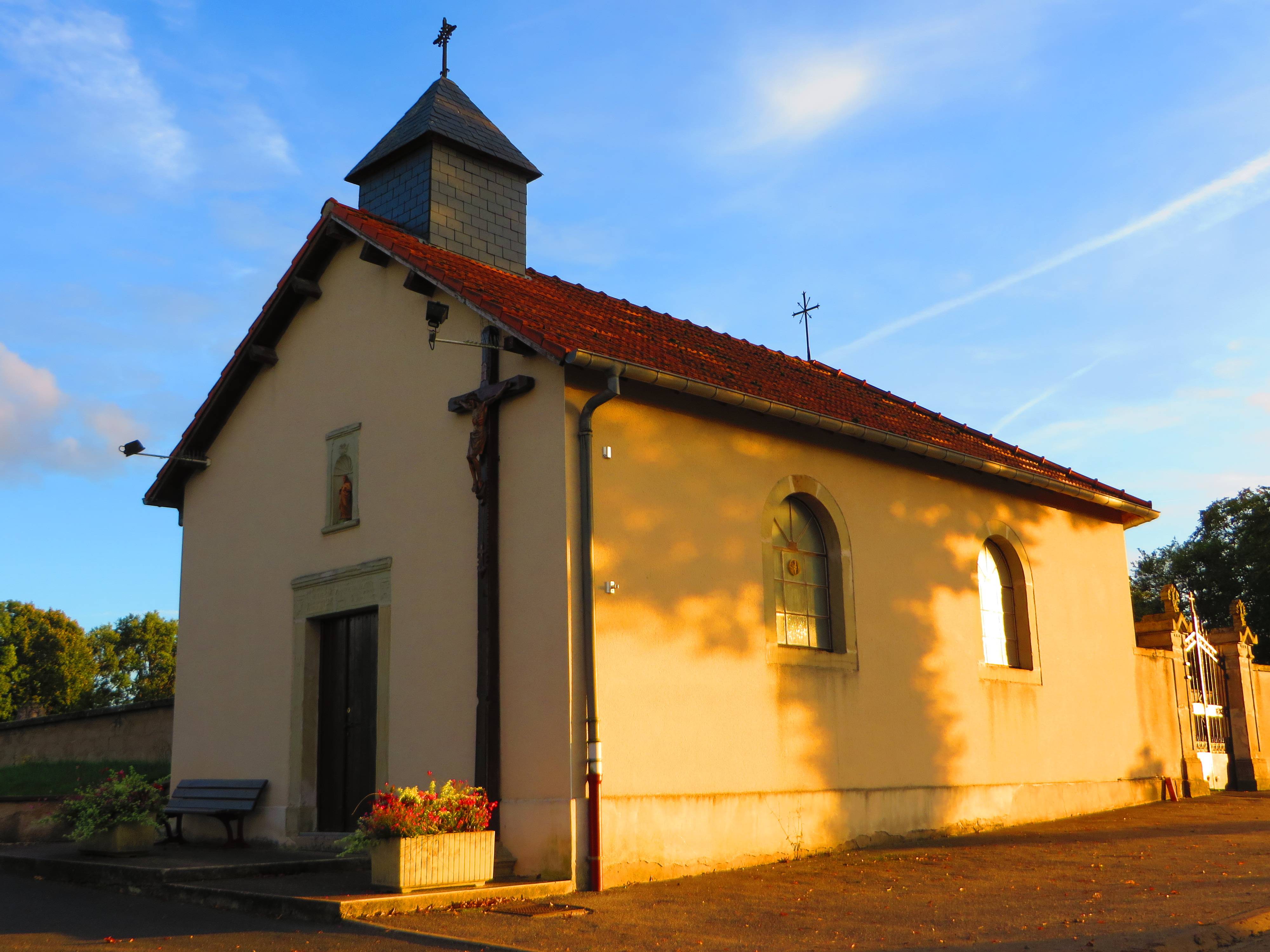
La chapelle du cimetière.

### Lieux et monuments
- L'ancienne église détruite en 1944 portait l'inscription « Stanislas, roi 1747 ».
- Nouvelle église Saint-Nicolas moderne : clocher roman rond XIIe siècle conservé.
- Chapelle du cimetière 1829.
- Monuments de la fabrique de charrues « Hamant » : première charrue réversible.
- Divers calvaires sont disséminés dans la commune.

### Personnalités liées à la commune
- Clément Galante, Adjoint au Maire - Président des jeunes CNIP.

### Héraldique
| Blason de Rodalbe | Blason  | De gueules à la fasce ondée d'argent accompagnée de trois besants d'or, posées deux en chef et un en pointe. |
| Blason de Rodalbe | Détails | Le statut officiel du blason reste à déterminer.                                                             |